# Mandy Minella
Mandy Minella (Esch-sur-Alzette, 22 de noviembre de 1985) es una extenista  de Luxemburgo. En su carrera ha conquistado 10 torneos ITF en individuales y 7 en dobles. Desde 2012, ha llegado a algunas finales WTA de dobles. En febrero de 2013 conquista su primer título WTA en Bogotá (Colombia), en dobles, haciendo pareja con Timea Babos en la Copa Colsanitas.

## Títulos WTA (2; 0+2)

### Individual (0)
| Leyenda                    |
| Grand Slam (0)             |
| WTA Tour Championships (0) |
| Premier Mandatory (0)      |
| Premier 5 (0)              |
| Premier (0)                |
| International (0)          |

#### Finalista (1)
| N.º | Fecha               | Torneo | Superficie    | Oponente en la final | Resultado   |
| --- | ------------------- | ------ | ------------- | -------------------- | ----------- |
| 1.  | 22 de julio de 2018 | Gstaad | Tierra batida | Alizé Cornet         | 4-6, 6-7(6) |

### Dobles (2)
| Leyenda                    |
| Grand Slam (0)             |
| WTA Tour Championships (0) |
| Premier Mandatory (0)      |
| Premier 5 (0)              |
| Premier (0)                |
| International (2)          |

| N.º | Fecha                 | Torneo    | Superficie    | Pareja      | Oponentes en la final            | Resultado |
| --- | --------------------- | --------- | ------------- | ----------- | -------------------------------- | --------- |
| 1.  | 23 de febrero de 2013 | Bogotá    | Tierra batida | Tímea Babos | Eva Birnerová Alexandra Panova   | 6-4, 6-3  |
| 2.  | 28 de abril de 2013   | Marrakech | Tierra batida | Tímea Babos | Petra Martić Kristina Mladenovic | 6-3, 6-1  |

#### Finalista (5)
| N.º | Fecha                    | Torneo     | Superficie    | Pareja          | Oponentes en la final                | Marcador final |
| --- | ------------------------ | ---------- | ------------- | --------------- | ------------------------------------ | -------------- |
| 1.  | 18 de febrero de 2012    | Bogotá     | Tierra batida | Stefanie Vögele | Eva Birnerová Alexandra Panova       | 2-6, 2-6       |
| 2.  | 12 de enero de 2013      | Hobart     | Dura          | Tímea Babos     | Garbiñe Muguruza María Teresa Torró  | 3-6, 6-7 (4)   |
| 3.  | 14 de septiembre de 2013 | Tashkent   | Dura          | Olga Govortsova | Timea Babos Yaroslava Shvédova       | 3-6, 3-6       |
| 4.  | 21 de septiembre de 2014 | Seúl       | Dura          | Mona Barthel    | Lara Arruabarrena Irina-Camelia Begu | 3-6, 3-6       |
| 5.  | 20 de octubre de 2018    | Luxemburgo | Dura (i)      | Vera Lapko      | Greet Minnen Alison Van Uytvanck     | 6-7(3), 2-6    |

## Títulos WTA 125s

### Individual (1)
| N.º | Fecha              | Torneos | Superficie    | Oponente      | Resultado |
| --- | ------------------ | ------- | ------------- | ------------- | --------- |
| 1.  | 5 de junio de 2016 | Bol     | Tierra batida | Polona Hercog | 6-2, 6-3  |

### Dobles (3)
| N.º | Fecha                   | Torneos | Superficie    | Pareja             | Oponentes                               | Resultado           |
| --- | ----------------------- | ------- | ------------- | ------------------ | --------------------------------------- | ------------------- |
| 1.  | 15 de noviembre de 2015 | Limoges | Dura          | Barbora Krejčiková | Margarita Gasparyan Oksana Kalashnikova | 1-6, 7-5, [10-6]    |
| 2.  | 20 de noviembre de 2016 | Limoges | Dura          | Elise Mertens      | Anna Smith Renata Voráčová              | 6-4, 6-4            |
| 3.  | 5 de junio de 2019      | Bol     | Tierra batida | Timea Bacsinszky   | Cornelia Lister Renata Voráčová         | 0–6, 7–6(3), [10–4] |

## Títulos ITF

### Individual: 16
| Leyenda                     |
| --------------------------- |
| $100,000 tournaments        |
| $75,000/$80,000 tournaments |
| $50,000/$60,000 tournaments |
| $25,000 tournaments         |
| $10,000/$15,000 tournaments |

| Finales por superficie |
| ---------------------- |
| Dura (5–2)             |
| Tierra batida (11–6)   |
| Hierba (0–0)           |
| Moqueta (0–0)          |

| N.º | Fecha                    | Categoría | Torneo                              | Superficie        | Oponente             | Marcador      |
| --- | ------------------------ | --------- | ----------------------------------- | ----------------- | -------------------- | ------------- |
| 1.  | 17 de mayo de 2004       | $10,000   | Zadar, Croacia                      | Tierra batida     | Matea Mezak          | 7–5, 5–7, 6–4 |
| 2.  | 1 de agosto de 2005      | $10,000   | Gardone Val Trompia, Italia         | Tierra batida     | Sandra Záhlavová     | 6–4, 6–3      |
| 3.  | 15 de mayo de 2006       | $25,000   | Caserta, Italia                     | Tierra batida     | Alisa Kleybanova     | 6–2, 6–4      |
| 4.  | 13 de abril de 2009      | $25,000   | Tessenderlo, Bélgica                | Tierra batida (i) | Youlia Fedossova     | 7–5, 6–3      |
| 5.  | 18 de enero de 2010      | $25,000   | Lutz, Estados Unidos                | Tierra batida     | Jamie Hampton        | 6–2, 4–6, 6–2 |
| 6.  | 28 de junio de 2010      | $25,000   | Stuttgart, Alemania                 | Tierra batida     | Elise Tamaëla        | 6–4, 6–2      |
| 7.  | 11 de julio de 2011      | $25,000   | Darmstadt, Alemania                 | Tierra batida     | Karolína Plíšková    | 7–6(7–5), 6–2 |
| 8.  | 4 de noviembre de 2013   | $50,000   | Captiva Island, Estados Unidos      | Dura              | Gabriela Dabrowski   | 6–3, 6–3      |
| 9.  | 9 de junio de 2014       | $25,000   | Essen, Alemania                     | Tierra batida     | Richèl Hogenkamp     | 6–2, 4–6, 6–3 |
| 10. | 11 de octubre de 2015    | $50,000   | Kirkland, Estados Unidos            | Dura              | Nicole Gibbs         | 2–6, 7–5, 6–2 |
| 11. | 25 de septiembre de 2016 | $75,000   | Albuquerque, Estados Unidos         | Dura              | Verónica Cepede Royg | 6-4, 7-5      |
| 12. | 1 de abril de 2018       | $25,000   | Pula, Italia                        | Tierra batida     | Deborah Chiesa       | 6–3, 7–6(9–7) |
| 13. | 16 de junio de 2018      | $25,000   | Essen, Alemania                     | Tierra batida     | Cindy Burger         | 7–5, 4–6, 6–4 |
| 14. | 30 de junio de 2018      | $25,000   | Stuttgart, Alemania                 | Tierra batida     | Anna Zaja            | 6–4, 4–6, 6–1 |
| 15. | 3 de noviembre de 2018   | $25,000   | Pétange, Luxemburgo                 | Dura              | Helene Scholsen      | 6–2, 6–1      |
| 16. | Noviembre de 2019        | $80,000   | Tyler Pro Challenge, Estados Unidos | Dura              | Alexa Glatch         | 6-4, 6-4      |

### Dobles: 10
| Legend                      |
| --------------------------- |
| $100,000 tournaments        |
| $75,000/$80,000 tournaments |
| $50,000/$60,000 tournaments |
| $25,000 tournaments         |
| $10,000/$15,000 tournaments |

| Finales por superficie |
| ---------------------- |
| Dura (3–4)             |
| Tierra batida (7–3)    |
| Hierba (0–0)           |
| Moqueta (0–0)          |

| N.º | Date                    | Category | Tournament                     | Surface       | Partner                | Opponents                            | Score            |
| --- | ----------------------- | -------- | ------------------------------ | ------------- | ---------------------- | ------------------------------------ | ---------------- |
| 1.  | 29 de marzo de 2004     | $10,000  | Nápoles, Italia                | Tierra batida | Elke Clijsters         | Michelle Gerards Marielle Hoogland   | 6–1, 6–0         |
| 2.  | 17 de mayo de 2004      | $10,000  | Zadar, Croacia                 | Tierra batida | Lisa Tognetti          | Martina Babáková Michaela Michálková | w/o              |
| 3.  | 28 de junio de 2010     | $25,000  | Stuttgart-Vaihingen, Alemania  | Tierra batida | Irena Pavlovic         | Magdalena Kiszczyńska Erika Sema     | 6–3, 6–4         |
| 4.  | 27 de junio de 2011     | $100,000 | Cuneo, Italia                  | Tierra batida | Stefanie Vögele        | Eva Birnerová Vesna Dolonts          | 6–3, 6–2         |
| 5.  | 6 de febrero de 2012    | $100,000 | Cali, Colombia                 | Tierra batida | Karin Knapp            | Alexandra Cadanțu Raluca Olaru       | 6–4, 6–3         |
| 6.  | 10 de abril de 2015     | $50,000  | Medellín, Colombia             | Tierra batida | Lourdes Domínguez Lino | Mariana Duque Julia Glushko          | 7–5, 4–6, [10–5] |
| 7.  | 10 de octubre de 2015   | $50,000  | Kirkland, Estados Unidos       | Dura          | Stephanie Foretz       | Lesley Kerkhove Arantxa Rus          | 6–4, 4–6, [10–4] |
| 8.  | 17 de diciembre de 2016 | $100,000 | Dubái, EAU                     | Dura          | Nina Stojanović        | Hsieh Su-Wei Valeria Savinykh        | 6–3, 3–6, [10–4] |
| 9.  | Septiembre de 2019      | $60,000  | Montreux, Suiza                | Tierra batida | Xenia Knoll            | Ylena In-Albon Conny Perrin          | 6–3, 6–4         |
| 10. | Noviembre de 2019       | $60,000  | Henderson Open, Estados Unidos | Dura          | Olga Govortsova        | Sophie Chang Alexandra Mueller       | 6–3, 6–4         |